# Harry Jansson (idrottare)
Harry Gustav Jansson (senare Jangnéus), född 4 juni 1916 i Stockholm, död 11 mars 2002 i Uppsala, var en skridskoåkare och tävlingscyklist.
Jansson, som var medlem av IF Thor i Uppsala, började tävla som skridskoåkare 1937 och nådde 1941 världseliten. Han var specialist på korta sträckor, vann svenska mästerskapet på 500 meter 1939 och 1941, på 1 500 meter 1938 och i lag 1941. Han innehade flera svenska rekord på sträckor t.o.m. 3 000 meter. På senare år hade han sin styrka i långdistanserna och var bland annat fyra på 5 000 meter i Olympiska vinterspelen 1948, endast 0,1 sekund efter bronsmedaljören Göthe Hedlund.
Jansson tävlade sedan 1934 även inom cykelsport inom SK Fyrishof och var en av Sveriges främsta spurtryttare. Han blev 1941 trea i sjudagarsloppet och 1945 svensk mästare på 15 mil, individuellt och i lag.